# Jacquiniella teretifolia
Jacquiniella teretifolia là một loài thực vật có hoa trong họ Lan. Loài này được (Sw.) Britton & P.Wilson mô tả khoa học đầu tiên năm 1926.